# Michel-Buck-Gedenkstätte
Die Michel-Buck-Gedenkstätte im Kaplaneihaus ist ein Literaturmuseum in Ertingen. Die ständige Ausstellung erinnert mit Büchern, Bildern und Dokumenten an den Arzt, Heimatforscher und oberschwäbischen Mundartdichter Michel Buck.

## Sonstiges
In der Michel-Buck-Straße 34 befindet sich Michel Bucks Geburtshaus (Gedenktafel).